# Кёбнер, Генрих
Генрих Кёбнер (нем. Heinrich Köbner; 1838—1904) — немецкий медик; врач-дерматолог, профессор университета в Бреслау, доктор медицины. Член Леопольдины. Отец юриста Макса Отто Кёбнера.

## Биография
Генрих Кёбнер родился 2 декабря 1838 года в городе Бреслау. Учился сперва в университете родного города, затем в  столичном университете.
В 1859 году Кёбнер получил степень доктора медицины за диссертацию «Physiologisch-chemische Untersuchungen über Kobrzuckerverdauung». 
В 1861 году, после продолжительных занятий в Вене и Париже, он опубликовал следующие научные труды: «Pathologisch-histologische Untersuchung eines Falles von Lepra» и «Studien über Schankervirus» («Mémoires de la societé de Biologie» и «Deutsche Klinik»); далее «Ueber Sycosis und ihre Beziehungen zur Mvcosis tonsurans» («Virchows Archiv», 1861). Широко поставленные опыты Кёбнера по прививке сифилиса животных были описаны им в статье «Zur Frage der Uebertragbarkeit der Syphilis auf Thiere» («Wiener medicinische Wochenschrift», 1863). 
В 1861 году Генрих Кёбнер основал первую поликлинику для кожных болезней и сифилиса; практика в которой послужила материалом для следующих работ: «Uebertragungen aller pflanzlichen Parasiten der Haut»; «Heilungsmethoden derselben»; «Künstliche Erzeugung von Psoriasis als Grundlage ihrer Aetiologie» и других. 
В 1869 году был приглашён приват-доцентом кожных болезней в Бреслау и уже в 1872 году стал профессором там же.
В 1876 году был утвержден директором основанной им Университетской клиники кожных и венерических болезней. 
В 1884 году Генрих Кёбнер основал в Берлине поликлинику, где читал профильные курсы для врачей; среди его многочисленных учеников, был, в частности, Макс Йозеф.
Генрих Кёбнер умер 3 сентября 1904 года в городе Берлине.
Его имя носят реакция и феномен.